# Ipanema (Porto Alegre)
Ipanema é um bairro nobre da zona sul da cidade de Porto Alegre, capital do estado  do Rio Grande do Sul, no Brasil. Foi criado pela Lei 2 022, de 7 de dezembro de 1959.
O bairro não é na sua totalidade um bairro nobre, tendo algumas áreas com residências de alto padrão, principalmente nas ruas mais próximas à beira do lago Guaíba.
Abriga a Praia de Ipanema, uma das praias lacustres do município que integram a Orla do Guaíba.

## Topônimo
O nome do bairro homenageia a praia e o bairro de Ipanema, na cidade do Rio de Janeiro, no Brasil.

## Histórico[1]

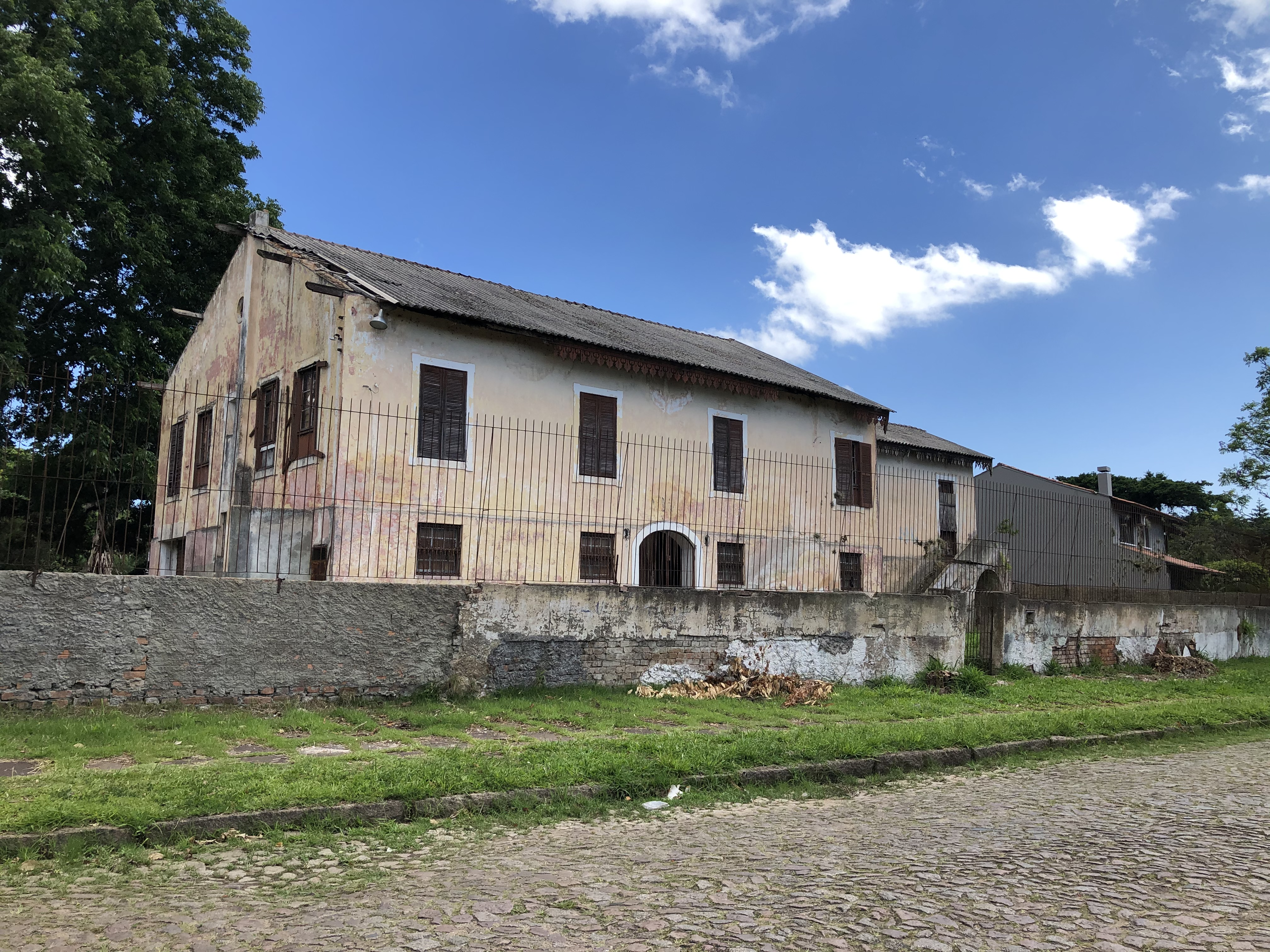
Casarão da rua Comendador Castro, do século XIX.

No século XIX, o português Antônio Francisco de Castro (1872-1929) adquiriu terras no bairro Ipanema, então conhecido como "Passo do Capivara", para fazer dali uma chácara de lazer para ele e sua família. Na época, a região não passava de uma área rural quase desabitada da capital gaúcha. Um comerciante influente, ex-diretor do Banco da Província, ex-presidente da Beneficência Portuguesa e também cônsul de Portugal no Estado, ele construiu um casarão de veraneio, que existe até os dias de hoje, numa rua que hoje leva o nome do "Comendador Castro" em sua homenagem. O casarão abrigou, também, temporariamente a primeira escola do bairro. Atualmente, há planos para revitalizar o imóvel particular e transformá-lo em centro cultural do bairro.
No início da década de 1930, após a morte do Comendador Castro, os seus herdeiros venderam parte das terras para Oswaldo Coufal, que pôde assim iniciar o loteamento do "Balneário Ipanema", até então menos urbanizado do que os bairros vizinhos como Pedra Redonda, Tristeza e Cavalhada. Coufal, que queria ver o local transformado em ponto turístico, adorava a cidade do Rio de Janeiro, em especial a Ipanema dos cariocas, para onde levava sua família passar as férias, e inspirou-se nela para dar nomes às ruas e ao balneário. As praias gaúchas também foram lembradas por Coufal e por outros loteadores de Ipanema: muitas delas emprestam seus nomes às ruas de Ipanema e de outros bairros da Zona Sul, entre elas Tramandaí, Cidreira, Torres, Capão da Canoa, Cassino e Atlântida.

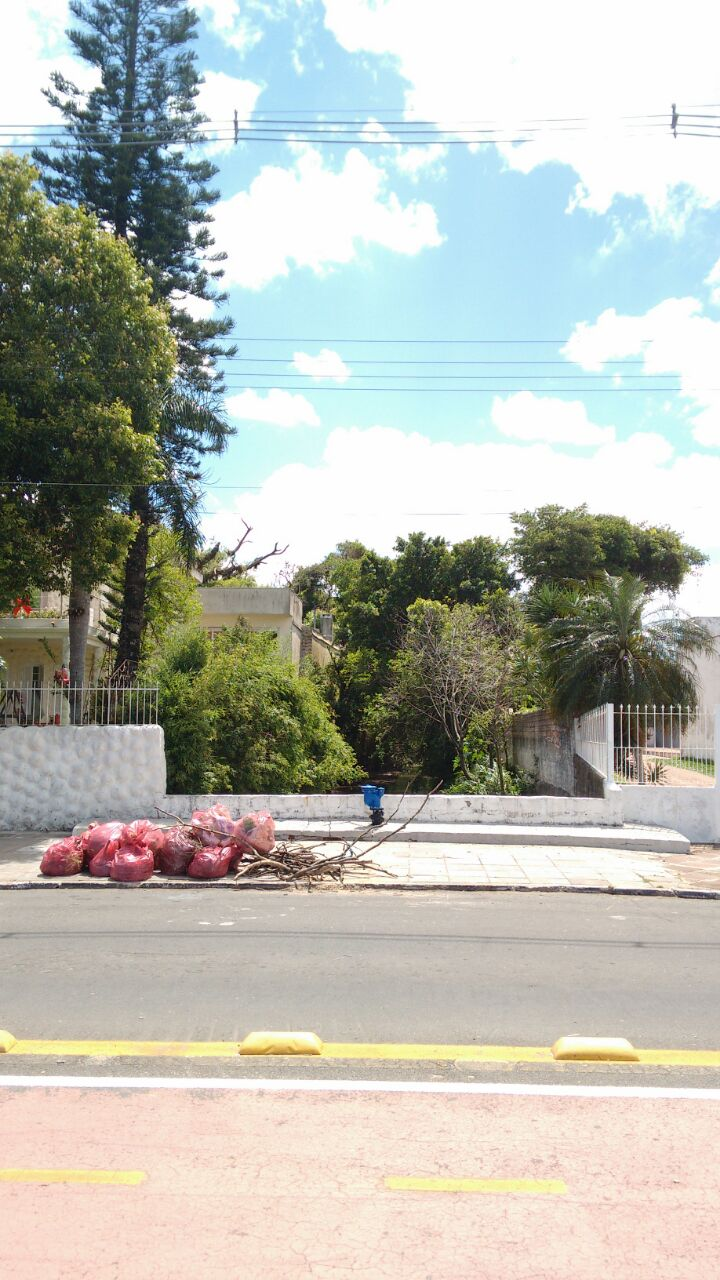
O arroio Capivara visto da Avenida Guaíba, em 2016.

Em 1937, ergueu-se uma capela em homenangem à Nossa Senhora Aparecida, em estilo espanhol colonial, que teve sua construção incentivada por Déa Coufal, esposa de Oswaldo Coufal. Contudo, o primeiro pároco dessa igreja só assumiu seu posto em 1959, o que revela que Ipanema permaneceu um bairro relativamente desconhecido até então. A igreja, que teve sua fundação abalada por raízes de eucaliptos, acabou demolida posteriormente, para dar lugar a uma edificação mais moderna, onde hoje está o Santuário de Nossa Senhora Aparecida, na rua Leme, n° 441.
Em 1938, a prefeitura de Porto Alegre aprovou oficialmente os nomes de tais ruas dados por Oswaldo Coufal e pelos seus sócios.
Durante as décadas de 1950 e 1960, Ipanema se tornou um bairro residencial de classe alta e não apenas de veraneio, como no princípio de sua história. Os moradores dessa época eram profissionais liberais bem-sucedidos da capital, como médicos e advogados.
No final da década de 1960, contudo, a balneabilidade da região, que tinha atraído até a sede campestre do Banco do Brasil, perdeu seu brilho devido à poluição ambiental. Os alagamentos e o mau cheiro do arroio Capivara não foram tratados com seriedade pelas autoridades, que somente realizou a canalização do córrego em algumas partes.
Na segunda metade da década de 1980, um projeto para a construção de um aterro em Ipanema fracassou, porque houve discordância entre moradores e a prefeitura quanto ao aumento da faixa de areia da praia. Durante a década seguinte, ocorreu, de forma trabalhosa, a retirada de bares irregularmente instalados na praia, e a prefeitura elaborou projetos paisagísticos para a região.
Em 2009, uma área do bairro Ipanema, chamada Jardim Isabel, foi reconhecida como bairro oficial da cidade.

## Características atuais
Amplamente arborizado e situado à beira do lago Guaíba, o bairro Ipanema é um lugar notadamente residencial. Um calçadão e um ciclovia atraem atletas e moradores durante os dias de verão. A praia é muito utilizada para lazer pela população de baixa renda, apesar de ser considerada imprópria para o banho.
Em 2004, o Morro do Osso, localizado no norte de Ipanema, foi ocupado por mais de vinte famílias de índios caingangues, que afirmam ser os antigos moradores do local, devido aos vestígios de um cemitério indígena. A situação continua indefinida até hoje.
Em 2020, a Prefeitura anunciou um projeto de revitalização da orla de Ipanema.

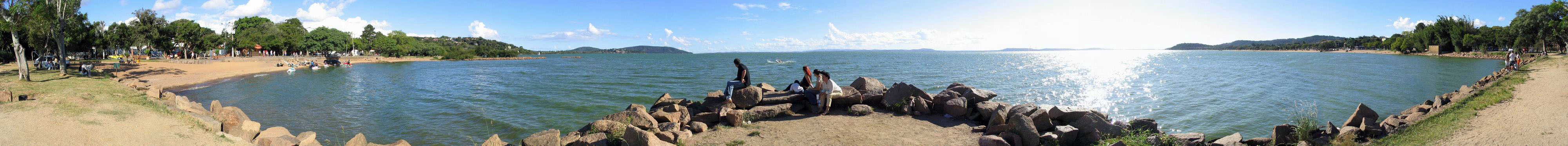
Vista panorâmica da praia de Ipanema.

## Rádio comunitária
O bairro de Ipanema é um dos únicos em Porto Alegre a ter uma rádio comunitária autorizada, a Ipanema Comunitária 87.9FM, 24 horas no ar sempre com uma programação destinada aos moradores.

## Moradores famosos
- José Antônio Pinheiro Machado, apresentador do programa Anonymous Gourmet.[6]
- Carlos Caetano Bledorn Verri (popularmente Dunga), técnico de futebol.[7]
- Patrícia Bins, escritora e jornalista.[8]
- Sérgio Jockyman[9]

## Pontos de Referência
Áreas Verdes
- Praça Marcello Dihl Feijó
- Praça Carlos J G de Carvalho
- Praça Breno P Só
- Praça Senador Alberto Pasqualini
- Praça Fenícios
- Praça Jorge Aveline
- Praça Benjamin de Magalhães
- Praça Brigadeiro Niederauer
- Praça Suíça
- Praça Davi Malinski
- Praça Luiz Heron Araújo
- Praça Pedro Vergara

Educação
- Colégio Estadual Odila Gay da Fonseca
- Escola Monte Líbano
- Educandário São João Batista
- Escola Estadual de Ensino Fundamental Paraíba - CIEP
- Escola Professor Gilberto Jorge
- Escola Estadual de Ensino Fundamental Tancredo Neves

Outros
- Santuário de Nossa Senhora Aparecida
- Paróquia Menino Jesus de Praga

## Limites atuais
Avenida Coronel Marcos desde o seu início até a Rua Manoel Leão; desta, até a Avenida Guaíba; segue pela margem do rio até a Rua Ladislau Neto; desta, até a Estrada Juca Batista; por esta, na direção sul/norte, até a Estrada da Cavalhada e, daí, por uma linha reta, seca e imaginária, até encontrar a divisa do bairro Camaquã, defronte à estrada João Salomoni, na Vila Maria; e daí, em direção leste/oeste, pela linha reta, seca e imaginária da divisa dos bairros Camaquã e Tristeza, passando pelo marco geodésico do Morro do Osso até encontrar o ponto de convergência da Avenida Wenceslau Escobar com a Avenida Coronel Marcos, seu ponto inicial.
Seus bairros vizinhos são:  Pedra Redonda (Porto Alegre), Jardim Isabel, Cavalhada , Espírito Santo e Campo Novo

## Lei dos limites de bairros- proposta 2015-2016
No fim do ano de 2015, as propostas com as emendas foram aprovadas pela câmara de vereadores de Porto Alegre. Em relação aos limites atuais, há algumas alterações que é a ampliação dos limites do bairro em direção leste e eliminando as distorções na parte norte.   Ponto inicial e final: encontro da Avenida Coronel Marcos com a Rua Manoel Leão. Desse ponto segue pela Rua Manoel Leão e por uma linha reta e 
imaginária até a orla do Lago Guaíba, ponto de coordenadas 00000. Segue 
pela orla, na direção sul, até o ponto de coordenadas 00000, localizado na 
projeção da Avenida Coronel Pedro Bitterncourt, segue por esse 
prolongamento e por essa rua até a Avenida Juca Batista, por essa até a 
Avenida Vereador Roberto Landell de Moura, por essa até a via projetada do 
Plano Diretor (Diretriz 6546), por essa até o limite de propriedade da Praça 
Pedro Vergara, ponto de coordenada 00000, por esse limite e por uma linha 
imaginária definida pelos pontos de coordenadas localizados no final da 
Passagem Cinco-Jardim Parque de Ipanema e Rua Armando Czamanski. 
Desse ponto segue por linha reta e imaginária até a Rua Dionélio Machado, 
seguindo por essa até o seu final, ponto de coordenadas 00000. Desse ponto 
segue por linha reta e imaginária até o final da Rua Selso Maffessoni e Rua 
Romana, ponto de coordenadas 00000. Desse ponto segue por linha reta e 
imaginária até o encontro da Rua Rio Grande com o prolongamento da Rua 
Ernesto Zeuner, por essa e seu prolongamento até encontrar a Avenida 
Eduardo Prado, desse ponto até o encontro com a Rua Egydio Michaelsen, por esta até a Avenida 
Cavalhada, por essa até a Rua Adão Juvenal de Souza, por essa até a Rua 
Professor Carlos de Paula Couto. Desse ponto segue por uma linha reta e 
imaginária até o encontro da Rua Conselheiro Xavier da Costa com a Rua 
Porto Calvo, por essa até a Avenida Coronel Marcos, por essa até a Rua 
Manoel Leão, ponto inicial.

Sendo assim o Morro do Osso pertence ao novo bairro Sétimo Céu e os residenciais como Jardim Verde, Tapete Verde, Vitória Régia , Imperial Park e Morro Alto pertencem a Ipanema. 

### Bibliográficas
- Arquivo Histórico de Porto Alegre Moysés Vellinho
- FRANCO, Sérgio da Costa. Porto Alegre: Guia histórico. Porto Alegre: Ed. da Universidade/UFRGS, 1992.